# Felix Seulen
Felix Ernst Seulen (* 18. August 1900 in Aachen; † 30. Dezember 1958 in Davos) war ein preußischer Landrat im Kreis Eupen von 1940 bis 1945 sowie nach dem Zweiten Weltkrieg von 1954 bis 1958 Oberkreisdirektor des Landkreises Aachen.

## Leben

### Herkunft und Ausbildung
Als Sohn des Lehrers Felix Seulen und dessen Ehefrau Juliana, geborene Mattar, wuchs Felix Ernst Seulen in Aachen auf. Dort besuchte er auch das Kaiser-Karls-Gymnasium, von dem er mit Ablegung der Reifeprüfung 1919 abging. Im Anschluss studierte er an den Universitäten in Tübingen, wo er seit 1919 Mitglied der katholischen Studentenverbindung AV Guestfalia Tübingen war und Bonn Rechts- und Staatswissenschaften. Nach Ernennung zum Gerichtsreferendar (8. Februar 1922) fand er zunächst Beschäftigung auf dem Landratsamt des Landkreises Osthavelland in Nauen (18. August 1922 Regierungsreferendar). In der Folge war Seulen ab 1923 Stellvertreter des Landrats des Kreises Wipperfürth und danach des Bürgermeisters von Honnef (kommissarischer Bürgermeister), ehe er 1925 an das Landratsamt Nauen zurückkehrte. Im selben Jahr wurde er auch zum Regierungsassessor ernannt (25. April 1925). Ab dem 15. September 1926 gehörte Seulen dann der Preußischen Regierung in seiner Heimatstadt Aachen an, von wo er aus vom 15. März bis zum 14. Juli 1928 zur „informatorischen Beschäftigung“ nach Österreich beurlaubt war. 1927 trat Felix Seulen der Deutschen Zentrumspartei bei, verließ sie aber 1933 im Jahr der Machtergreifung durch die Nationalsozialisten wieder.

### Werdegang
Aus Österreich an die Regierung Aachen zurückgekehrt wurde Felix Seulen dort zum 1. Juni 1933 zum Regierungsrat befördert. Bereits kurz nach dem Beginn des Westfeldzugs und der mit diesem einhergehenden Besetzung der seit 1919 belgischen Gebiete um Eupen und Malmedy wurde der Kreis Eupen als Landkreis wieder in das Deutsche Reich eingegliedert und wie zuvor dem Regierungsbezirk Aachen zur Verwaltung zugewiesen. Seitens seines Dienstherrn wurde ihm zum 22. Mai 1940 zunächst kommissarisch und zum 1. September 1941 definitiv die Verwaltung des Landkreises Eupen übertragen, die er bis Kriegsende ausüben sollte. Dabei nahm Seulen am 13. Januar 1945 auf Wunsch des Militärbefehlshabers die Dienstgeschäfte über die Verwaltung des Kreis Eupen mit Sitz in Burg-Reuland wieder auf. Im Laufe seiner Eupener Dienstzeit übernahm Seulen verschiedene Vertretungen der Landräte in Jülich und Monschau, sowie insbesondere in Malmedy, dessen Landrat er von 1943 bis September 1944 vertrat. Mit dem Rückfall des Kreis Eupen an das befreite Belgien geriet Felix Seulen von 1945 bis 1947 dort in Zivilinternierung. Nach seiner Rückkehr nach Deutschland wurde er ab dem 2. Februar 1951 in seiner vorherigen Stellung als Regierungsrat wieder bei der Regierung in Aachen eingesetzt (Kommunaldezernent). 1952 erhielt er dort seine Ernennung zum Oberregierungsrat, wechselte dann zum 15. Mai 1953 unter Ernennung zum Ministerialrat in das Innenministerium des Landes Nordrhein-Westfalen, ehe er am 6. April 1954 zum Oberkreisdirektor des Landkreises Aachen gewählt wurde. Sein Amt am 10. Mai 1954 antretend starb Seulen im Dienst.
Felix Seulen gehörte mehreren Gremien des Landkreistages Nordrhein-Westfalen an, so ab 1955 des Wasserausschusses, zu dessen Vorsitzendem bis 1962 er noch 1958 gewählt wurde. Ferner von 1955 bis 1957 als stellvertretendes Mitglied dem Wirtschafts- und Verkehrsausschuss und von 1957 bis 1958 dem Bauausschuss, dem Gesundheitsausschuss und dem Verfassungsausschuss. Darüber hinaus war er von 1956 bis 1958 stellvertretendes Mitglied des Wasserausschusses bei der Landesplanungsgemeinschaft Rheinland und gehörte im selben Zeitraum dem Gemeinsamen Personalausschuss an.

### Familie
Der Katholik Felix Ernst Seulen heiratete am 24. Mai 1929 in Aachen Maria Kloeser (geboren am 3. März 1900 in Aachen), eine Tochter des Kaufmannes Wilhelm Kloeser und dessen Ehefrau Maria, geborene Duyssings. Die Eheleute Seulen hatten vier gemeinsame Kinder.